# Щефан Хермлин
Щефан Хермлин (на немски: Stephan Hermlin), с рождено му име Рудолф Ледер, е германски поет, белетрист, есеист и преводач.

## Живот
Щефан Хермлин е роден в Кемниц.
Хермлин израства в интелигентско буржоазно еврейско семейство на имигранти, но още като юноша влиза в Комунистическия младежки съюз и се включва в борбата срещу националсоциализма – организира нелегална печатница в Берлин. През 1936 г. емигрира в Палестина и като интербригадист участва в Гражданската война в Испания, а после се установява във Франция, където след немската окупация е арестуван и пратен в лагер. С помощта на френски партизани Хермлин успява да избяга в Швейцария.

## Творчество
След Втората световна война Щефан Хермлин се завръща в Германия и работи в радиото във Франкфурт на Майн. Публикува книгата си „Дванадесет балади за големите градове“  (1945), където се проявява като значим поет на следвоенната епоха – неговата езикова мощ се родее с творчеството на Георг Хайм и ранния Йоханес Р. Бехер, издава влияния на експресионизма и лириката на барока, на Суйнбърн и Аполинер. Излиза и стихосбирката му „Пътищата на страха“ (1946).

## ГДР и ФРГ
През 1947 г. Хермлин се преселва в тогавашната съветска окупационна зона – по-късно ГДР – и отдава силите си за културното възстановяване на страната. Публикува стихосбирките „Двадесет и две балади“ (1947) и „Полетът на гълъба“ (1952).
През 1962 г. е сред организаторите на литературно четене на млади автори в Академията на изкуствата на ГДР, от което започва свободомислещата лирическа вълна на шестдесетте години. Това начинание му струва на Хермлин уволнението като секретар по въпросите на поезията в Академията. През 1968 г. той критикува смазването на Пражката пролет от войските на Варшавския договор, а през 1976 г. е сред инициаторите на протеста от страна на видни писатели срещу лишаването от гражданство на поета Волф Бирман и изгонването му от страната.
От 1976 г. Щефан Хермлин е член и на Западноберлинската академия на изкуствата. Неговите „Събрани стихотворения“ излизат в 1979 г. и като допълнено издание в 1981 г.
Своите размишления за поезията и своеобразието на литературния процес, за културата на духовното унаследяване и осмислянето на житейския път Хермлин излага в автобиографичната си книга „Вечерна светлина“ (1979).

## Награди и отличия
- 1948: Heinrich-Heine-Preis des Schutzverbandes Deutscher Autoren
- 1950: „Национална награда на ГДР“ (für das Mansfeld-Oratorium)
- 1954: „Национална награда на ГДР“ (für Mitarbeit an einem Dokumentarfilm über Ludwig van Beethoven)
- 1958: F.-C.-Weiskopf-Preis
- 1972: „Награда Хайнрих Хайне“ на Министерството на културата на ГДР
- 1975: „Национална награда на ГДР“ първа степен
- 1980: „Vaterländischer Verdienstorden“ in Gold